# René Gatissou
René Gatissou, né le 13 mai 1915 à Libourne en Gironde, mort le 13 février 2012 à Chambourcy dans les Yvelines, est un résistant français de la Seconde Guerre mondiale, Compagnon de la Libération.
Cadre mécanicien de l'Armée de l'air, il participe d'abord à la Résistance intérieure française par les renseignements qu'il fournit, par l'organisation d'évasions et la conception de plans d'attaque. Ayant rejoint ensuite la France combattante, il devient l'officier responsable technique du groupe de bombardement Lorraine, réputé pour le très bon fonctionnement de son service. Il participe aussi lui-même à de nombreuses missions de guerre comme mitrailleur. Il se distingue encore lors de la guerre d'Indochine et devient lieutenant-colonel.

## Biographie
Né en 1915, René Gatissou est le fils d'un employé des chemins de fer français. Il est issu d'une fratrie de cinq enfants: Kléber (mort à 33 ans), Roger (mort jeune), Raymond, Paulette. Il a deux enfants, une fille et un fils.

### Mécanicien dans l'Armée de l'air
Il effectue ses études à Angoulême, puis choisit de faire carrière dans l'Armée de l'air, dans laquelle il s’engage le 17 avril 1934. Après sa formation, il réussit en 1936 le brevet supérieur de mécanicien aéronautique.
Affecté en 1938 à la base aérienne de Djibouti, il y devient sergent-chef mécanicien.

### Résistance et renseignement pour les Alliés
Il y est encore au début de Seconde Guerre mondiale. Révolté  par l'esprit de défaitisme et de collaboration, en juillet 1940 René Gatissou participe à un petit groupe de Résistance en liaison avec des aviateurs de la Royal Air Force.
Au Yémen et au Somaliland, Gatissou transmet aux Alliés les renseignements militaires qu'il s'est procuré. Il organise avec succès les évasions de plusieurs aviateurs alliés. Il conçoit les plans pour la prise de Djibouti par les Anglais, mais cette attaque ne sera pas réalisée.
Menacé d'arrestation, il réussit non sans mal à s'échapper. Après son évasion, il s'empare d'une vedette du gouverneur de Djibouti, et rallie le 27 avril 1941 la RAF en Somalie britannique. Il est alors condamné à mort par contumace par le régime vichyste.

### Combattant de la France libre

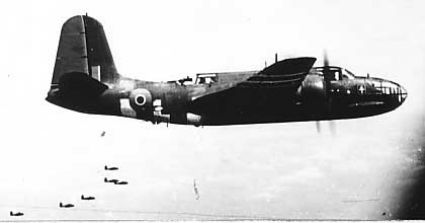
Un bombardier et une formation du groupe de bombardement Lorraine en mission.

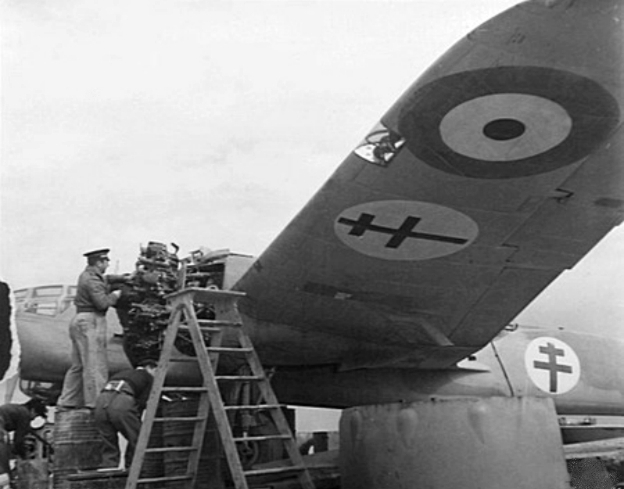
Les mécaniciens changent un moteur sur un bombardier des FAFL.

Il sert pendant deux mois au 8th Squadron Bomber de la RAF à Aden. Nommé ensuite au Groupe réservé de bombardement n°1 (GRB1, futur groupe « Lorraine ») de la France libre  placé sous les ordres du capitaine Astier de Villatte. Il opère avec eux sur l'Abyssinie et l'Érythrée, à partir de Khartoum. Il y rend de « très grands services » par les tâches qu'il accomplit et les connaissances qu'il met à profit. Il remplit aussi parfois des missions de mitrailleur.
Il part en Syrie pour participer au Groupe de bombardement Lorraine dès son origine, et prend part avec ce groupe à la campagne de Libye, la « guerre du désert ». Chef mécanicien de la 1re escadrille, œuvrant « avec acharnement » sur les appareils malgré le climat et les difficultés logistiques, il est « un des piliers des succès du Groupe ».
Il retourne en Syrie pour prendre part à la mise en place d'un Coastal Command basé en Palestine, à Saint-Jean-d'Acre. Il va en janvier 1943 en Angleterre avec le groupe « Lorraine ». Il y participe au cours des ingénieurs mécaniciens de la Royal Air Force, les très bonnes notes qu'il obtient à cette formation lui valent d'être promu sous-lieutenant.
Gatissou est chargé de commander toute la partie technique du groupe « Lorraine ». Il est réputé pour l'excellent fonctionnement de son service, ainsi que pour ses participations fréquentes comme mitrailleur à des missions de guerre. Il participe ainsi à une périlleuse mission sur Boulogne-sur-Mer, et à l'attaque nocturne d'une colonne de chars allemands sur le front de Normandie, en quatre passages successifs suivis d'un bombardement réussi.
Début 1945, à la demande du colonel Fourquet, il est choisi pour contribuer à réorganiser les écoles de l'Armée de l'air. Il est fait Compagnon de la Libération, par décret du 28 mai 1945, et compte alors 420 heures de vol dont 41 de vol de guerre, et 17 missions dont 4 nocturnes.

### Après-guerre
Après la guerre, Gatissou est nommé en octobre 1945 à Calcutta en Inde. Il en part en mai 1946 pour participer à la guerre d'Indochine. Il est promu capitaine et reçoit deux citations, puis revient en France en mai 1949.
Il est nommé ensuite à différents endroits. C'est à Chypre qu'il remplit sa dernière mission, totalisant ainsi cinquante missions de guerre. Il prend sa retraite avec le grade de commandant en mars 1960, est nommé lieutenant-colonel de réserve puis lieutenant-colonel honoraire en 1976. Dans le civil, il est ingénieur (Resident Manager) pour Technip.
René Gatissou est mort le 13 février 2012 à Chambourcy dans les Yvelines.

## Distinctions
- Commandeur de la Légion d'honneur.
- Compagnon de la Libération, par décret du 28 mai 1945[2].
- Croix de guerre 1939–1945, trois citations.
- Croix de guerre des Théâtres d'opérations extérieurs, deux citations.
- Médaille des évadés.
- Croix du combattant volontaire de la guerre de 1939–1945.
- Croix du combattant volontaire de la Résistance.
- Médaille de l'Aéronautique.
- Médaille coloniale avec mentions « Somalie », « Érythrée », « Libye », « E-O ».
- Médaille commémorative des services volontaires dans la France libre.
- Ordre de l'Empire britannique à titre civil à titre militaire (Royaume-Uni).
- War Medal 1939-1945 avec Mention in dispatch (Royaume-Uni)
- Officier de l'Ordre de l'Étoile d'Anjouan (Comores).